# Zorro (roman)
Zorro (originele titel El Zorro) is een Spaanstalige avonturenroman van Isabel Allende, gebaseerd op het personage Zorro. Het boek is geschreven als een fictieve biografie, waarin het verleden van Don Diego de La Vega wordt behandeld, en wordt vermeld hoe hij  Zorro werd. De roman heeft als inspiratie gediend voor de Zorro-musical.
Het boek werd gepubliceerd in 2005 door HarperCollins. In het verhaal komen  veel referenties voor naar andere Zorro-werken, zoals Zorro’s debuutverhaal  The Curse of Capistrano van Johnston McCulley,  en de film The Mask of Zorro.  Wel zijn er eveneens een paar tegenstrijdigheden tussen de roman en eerdere Zorro-werken. Zo vermeldt de roman dat Don Diego’s moeder een Indiaan genaamd Toypurnia is, terwijl  in McCulley’s verhaal wordt vermeld dat hij de zoon is van een Spaanse vrouw. 